# Cítara
Nota: Não confundir com sitar, cistre ou cítola.

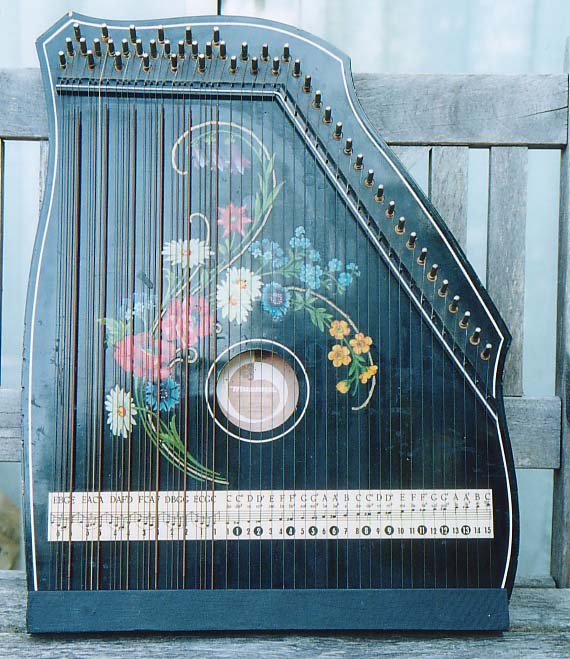
Cítara

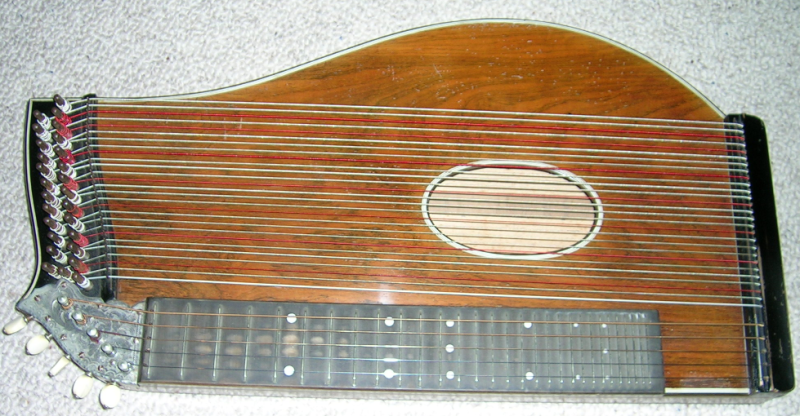
Harfenzither

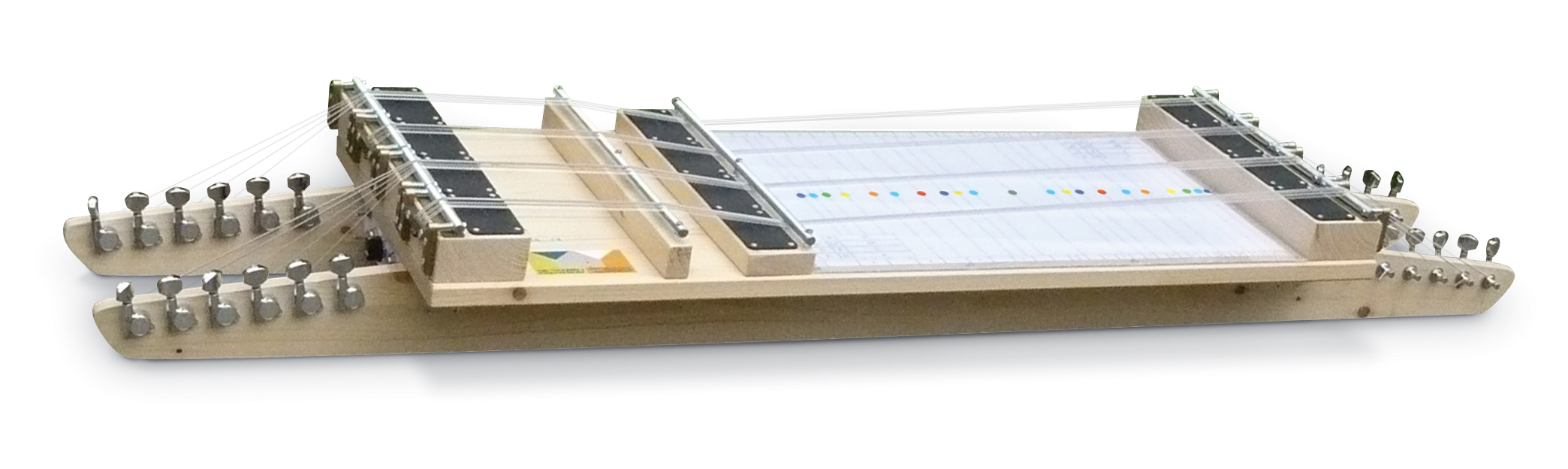
Tafelberg Cetra

A cítara é um instrumento de cordas, usado sobretudo na música tradicional, mais comumente em países de língua alemã nos Alpes e na Europa do Leste.
O instrumento consiste numa série de cordas esticadas dentro ou sobre uma caixa de ressonância. Existem versões que só têm cordas livres e versões em que algumas cordas estão esticadas sobre uma manga com trastos. Como vários outros instrumentos de corda, existe em versões acústicas e elétricas. Supõe-se que o nome "cítara" deriva de um instrumento da Grécia antiga chamada Kithara.
Na classificação de instrumentos de Hornbostel–Sachs, cítaras é também o nome dado a qualquer instrumento de cordas esticadas dentro de uma caixa de ressonância, como, por exemplo, saltério, psaltério, harfenzither, saltério dos Apalaches, guqin, guzheng, koto, kantele, gayageum, đàn tranh, kanun, autoharpa, santoor, saltério chinês, piano, cravo, santur e swarmandal, entre outros. Assim, pode-se falar da família das cítaras.
Diferentemente da cítara, o sitar possui suas cordas esticadas além da caixa de ressonância, ou seja, ao longo do braço do instrumento.